# Ludvig Emil Boa
Ludvig Emil Boa (født 21. oktober 1882 i København, død 29. april 1926 i Charlottenlund) var en dansk gartner og politiker. Han repræsenterede Erhvervspartiet i Folketinget fra 1920 til 1922 og Det frisindedede Landsparti fra 1922 til 1924.
Boa blev født i København i 1882. Han var søn af hotelejer Peter Boa. Efter kommuneskolen blev han uddannet gartner hos P. Brandt i Ordrup og fra 1896 i Rosenborg Have. Han tog eksamen som gartner i 1901 og nedsatte sig som handelsgartner i Teglgården i Charlottenlund. Boa var formand for Københavns Handelsgartnerforening fra 1919 til 1921 og var formand for Skandinavisk Centralkomité af Blomstergartnere fra 1919.
Boa var medstifter af Erhvervspartiet og blev valgt til Folketinget for partiet i Københavns Amtskreds ved alle tre folketingesvalg i 1920 (april, juli og september). I 1922 var han med til at stifte Det frisindede Landsparti og repræsenterede det derefter i Folketinget. Han og Det frisindede Landsparti opstillede ikke ved folketingsvalget i 1924.
Han døde i 1926 i Charlottenlund.